# Schlacht um Fort Donelson
Fort Henry – Fort Donelson – Shiloh – Corinth I
Die Schlacht um Fort Donelson war eine Schlacht auf dem westlichen Kriegsschauplatz des Amerikanischen Bürgerkrieges, die vom 12. bis zum 16. Februar 1862 in der Nähe der Kleinstadt Dover, Tennessee stattfand. Die Einnahme Fort Donelsons öffnete den Cumberland als Einfallsroute der Union für eine Invasion des Südens und zwang die Konföderierten, Teile von Tennessee und Kentucky aufzugeben, darunter auch die Hauptstadt Nashville.

## Ausgangslage

### Lage der Konföderierten
Die Strategie der Konföderation auf dem westlichen Kriegsschauplatz sah die Verteidigung von stark befestigten Plätzen entlang der Grenze zwischen Kentucky und Tennessee vor. Diese waren von Ost nach West: Cumberland Gap, Mill Springs, Kentucky, Bowling Green, Kentucky, die Forts Donelson und Henry in Tennessee, Columbus, Kentucky und Island No. 10 im Mississippi. Zur Verteidigung dieser nahezu 850 km langen Linie standen General Albert Sidney Johnston um die Jahreswende 1861/1862 ungefähr 70.000 Soldaten zur Verfügung, die an den genannten Orten stationiert waren. Diese Truppen sperrten die Flüsse und den Cumberland Gap für Vorstöße der Union in die Tiefe des Gebiets der Konföderation. Die geringe Stärke erschien ausreichend, solange die dicht hinter dieser Linie verlaufende Strecke der Nashville, Chattanooga und St. Louis-Eisenbahngesellschaft zur Verschiebung von Truppenteilen und so zur schnellen Verlagerung des Schwerpunkts genutzt werden konnte. Im Gegensatz zu den befestigten Plätzen am Mississippi waren aber diejenigen entlang des Tennessee River und des Cumberland River geländetechnisch schlecht gewählt und schwach besetzt.

### Lage der Union
Die Union hatte nach der Besetzung Columbus’ durch die Konföderierten das westliche Ufer des Mississippi gegenüber der Stadt unter ihre Kontrolle gebracht. Im Januar gelang es Brigadegeneral George Henry Thomas, eine Brigade der Südstaatler bei Mill Springs zur Aufgabe des Geländes nördlich des Cumberland zu zwingen. Brigadegeneral Grant ging Ende Januar mit drei Divisionen in einer gemeinsamen Operation mit der Marine tennesseeaufwärts erfolgreich gegen Fort Henry vor. Die Maßnahmen der Nordstaatler blieben aber wegen nicht einheitlicher Führung – Generalmajor Henry Wager Halleck war für den westlichen Teil und Generalmajor Don Carlos Buell für den östlichen Teil des Kriegsschauplatzes zuständig – unkoordiniert.

### Vorbereitung des Angriffs und der Verteidigung

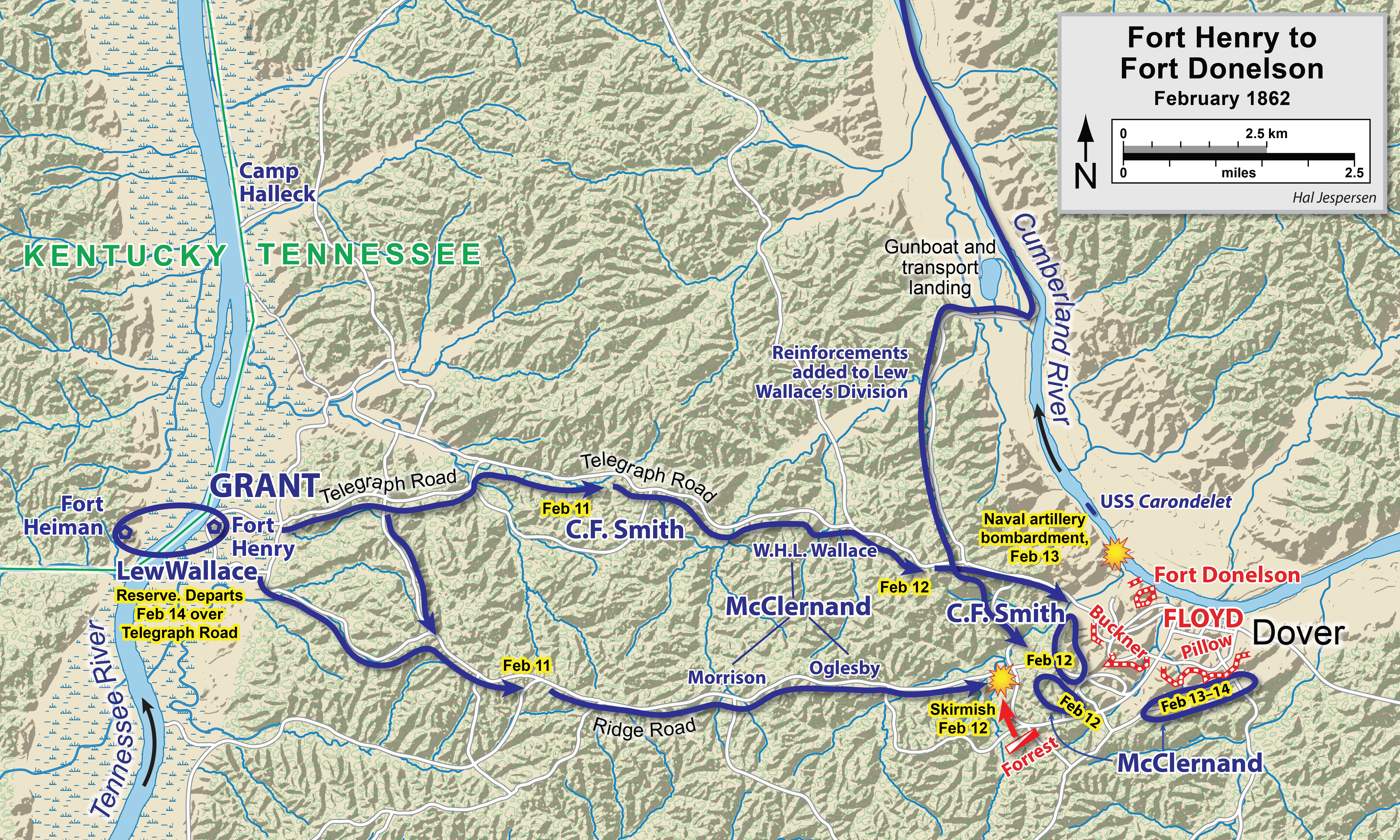
Marschwege der US-Divisionen von Ft. Henry nach Dover

Mit der Einnahme von Fort Henry fiel auch die Eisenbahnbrücke südlich des Forts in die Hand der Unionstruppen. Damit war die Versorgungs- und Verbindungslinie der Südstaatler unterbrochen. Grant plante, Fort Donelson am 8. Februar einzunehmen. Schlechtes Wetter und mangelnder Nachschub hinderten die Unionstruppen jedoch daran, den Plan sofort in die Tat umzusetzen. Als die Märsche schließlich am 11. Februar begannen, lagen die Temperaturen bei frühlingshaften 20 °C, was viele Soldaten der Union in dem irrigen Glauben wähnte, der Winter sei vorüber. Sie warfen deshalb ihre schwere Winterausrüstung fort. Dies rächte sich am 14. Februar, als die Temperaturen unter minus 10 °C fielen.
Bereits einen Tag nach der Niederlage bei Fort Henry traf sich am 7. Februar der Befehlshaber West, General Johnston, mit seinen Untergebenen Generalmajor William Joseph Hardee und General P.G.T. Beauregard zu einem Kriegsrat in Bowling Green. Johnston entschied sich zunächst, mit allen Kräften südlich des Cumberland auszuweichen. Die Ausweichbewegung sollte durch die Besatzung Fort Donelsons gesichert werden, die sich anschließend mit den Hauptkräften bei Nashville, Tennessee, vereinen sollte. Am nächsten Morgen änderte er diesen Entschluss. Er beabsichtigte nun, Fort Donelson zu verstärken und gleichzeitig mit allen anderen Kräften nach Süden auszuweichen. General Beauregard beauftragte er, alle Kräfte westlich des Tennessee, zu denen auch die Besatzung von Columbus gehörte und die er nur unzureichend direkt führen konnte, nach dessen Ermessen kämpfend bis Island No. 10 ausweichen zu lassen.

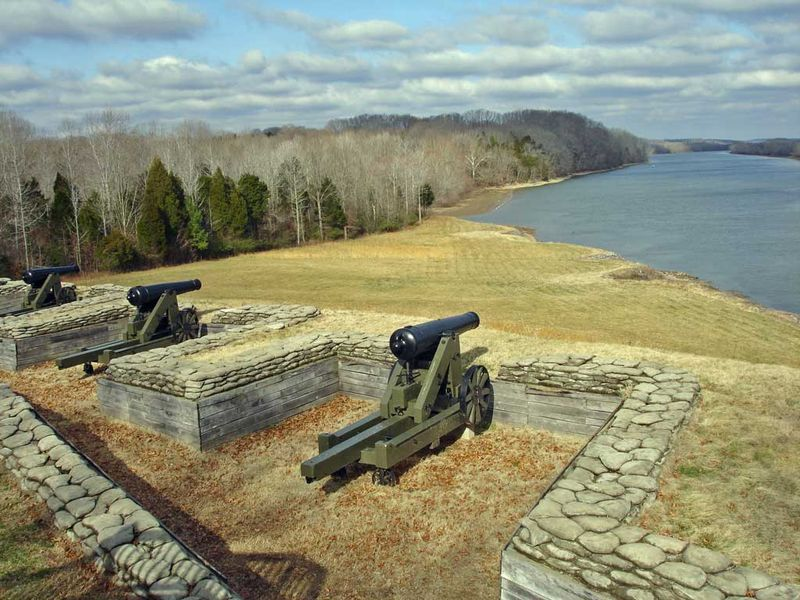
Untere Batterie Ft. Donelsons am Cumberland

Zur Verstärkung Fort Donelsons entsandte Johnston 12.000 Mann und bestimmte Brigadegeneral Floyd, den ehemaligen Kriegsminister unter Präsident Buchanan, zum Kommandeur. Fort Donelson bestand aus Lagerhäusern und wetterfesten Winterunterkünften. Es lag auf einer Höhe nordwestlich von Dover bis zu 30 m über dem Cumberland. Zur Flussseite schützten zwei Batterien vor flussaufwärts vorgetragenen Landungsversuchen. Zur Landseite mussten die Soldaten für den notwendigen Schutz erst Kampfstände und Feldbefestigungen anlegen.

## Kämpfe vom 12. bis 14. Februar
Grant erreichte am 12. Februar mit 15.000 Soldaten den Raum um Fort Donelson. Am 13. Februar führten die drei Unions-Divisionen bewaffnete Aufklärung durch, um Schwachstellen in der konföderierten Verteidigung zu finden. Alle Aufklärungsversuche wurden abgewehrt. Grant kam zu der Überzeugung, dass sich Fort Donelson nicht wie Fort Henry im Sturm nehmen lassen würde und bereitete sich auf eine Belagerung vor.

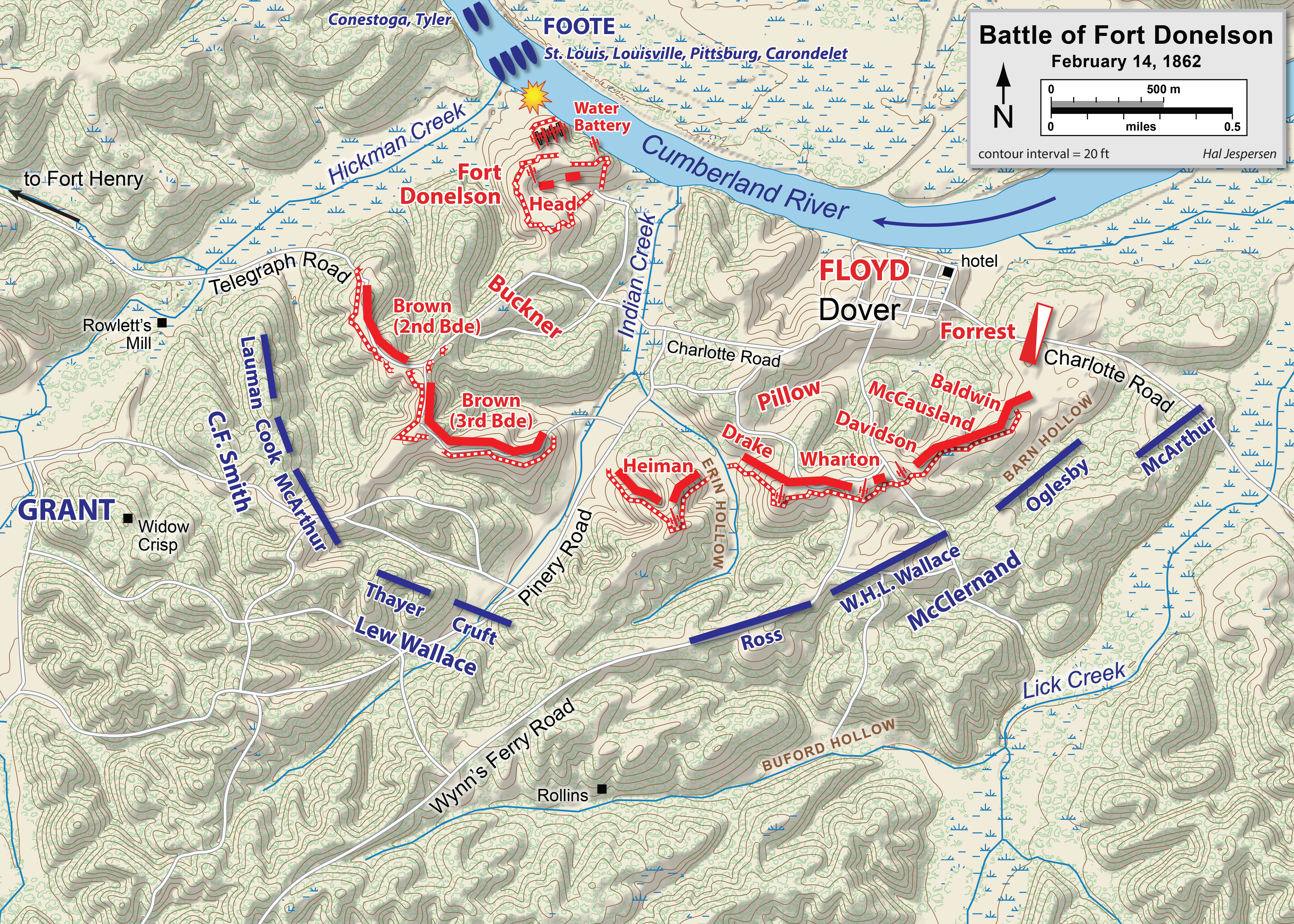
Belagerungsring am 14. Februar

Am nächsten Morgen dampfte Kapitän zur See Foote mit der Unionsflottille aus vier stählernen sowie zwei hölzernen Kanonenbooten und 10.000 Mann Verstärkung cumberlandaufwärts. Die Verstärkungen landeten nördlich Fort Donelsons, mit den Kanonenbooten griff Foote das Fort an. Die Boote fuhren jedoch in den Wirkungsbereich der beiden Flussbatterien der Konföderierten. Während ihr Feuer weitgehend wirkungslos blieb, erhielt jedes mehr als 40 Treffer und die Boote mussten nach Norden zur Beseitigung der Schäden abdrehen. 54 Seeleute wurden getötet oder verwundet, die Konföderierten hatten keine Verluste.
Trotz dieses Erfolges war Fort Donelson landseitig immer noch von drei Seiten eingeschlossen und die Unionsflottille beherrschte weiterhin den Fluss. Die konföderierten Truppen hatten zu diesem Zeitpunkt drei Möglichkeiten:
1. sich den Unionstruppen zu ergeben,
2. abzuwarten und auf Hilfe zu hoffen oder
3. auszubrechen und sich in Nashville mit den Truppenteilen Johnstons zu vereinigen.

Die drei konföderierten Kommandeure besprachen in der Nacht die Möglichkeiten und entschieden sich für die dritte.

## 15. Februar

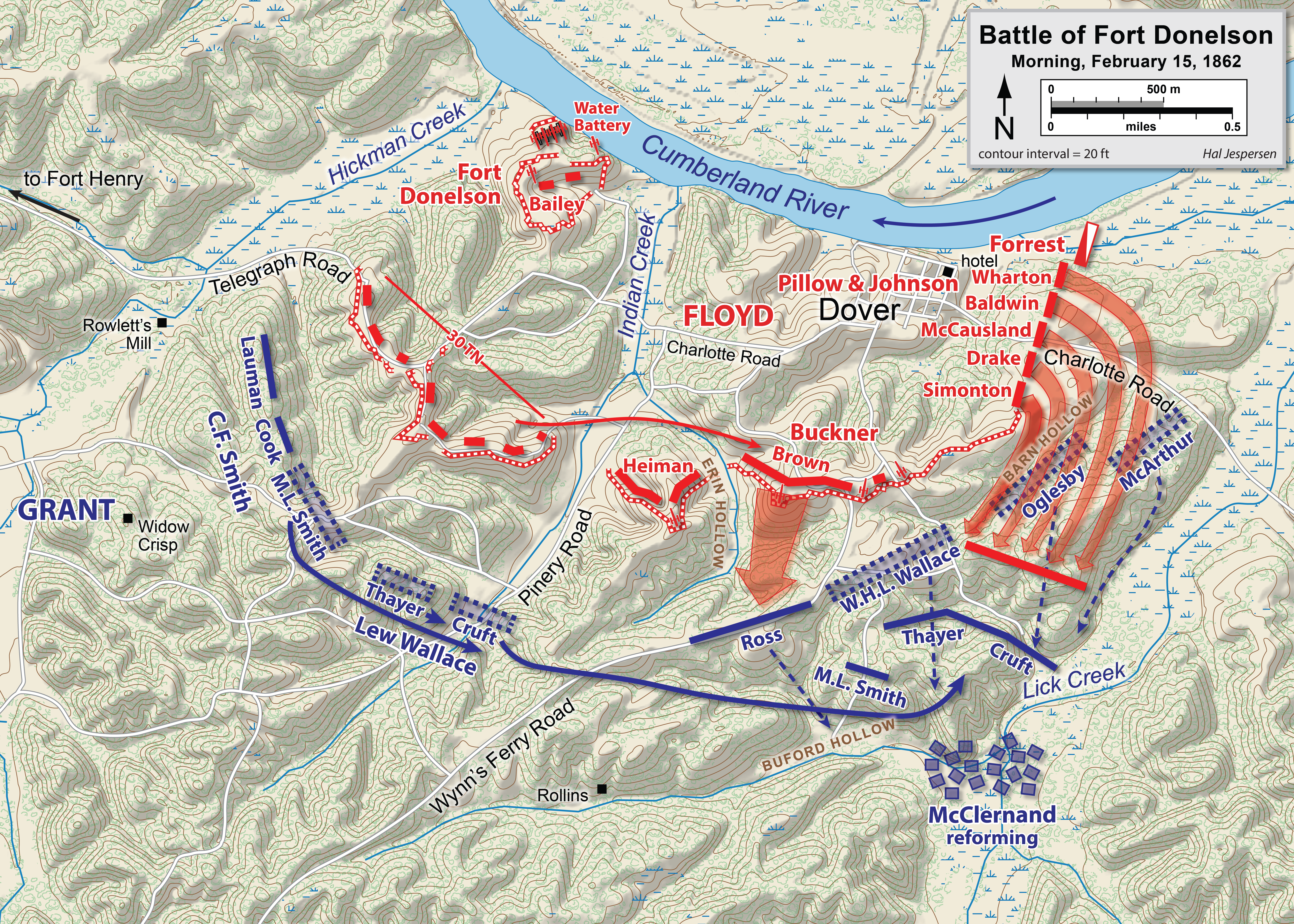
Angriff der Konföderierten am Morgen des 15. Februar

Die Brigadegenerale Floyd, Pillow und Buckner einigten sich in der Nacht darauf, am nächsten Morgen auszubrechen. Dazu musste die Straße von Dover nach Nashville geöffnet und für die Dauer des Ausbruchs offen gehalten werden. Die Konföderierten verlegten deshalb mehr als zwei Drittel der Truppen an die rechte Flanke der Union. Diese nächtliche Truppenverlegung blieb den Unionstruppen durch das in der Nacht herrschende dichte Schneetreiben verborgen.
Grant hielt sich zu einer Besprechung mit Foote fünf Meilen nördlich Fort Donelsons auf. Er rechnete nicht mit einem Angriff der Südstaatler. Den Divisionskommandeuren hatte Grant befohlen, die erreichten Positionen zu halten. Der Angriff der Südstaatler traf die Soldaten der Union zwar überraschend, aber nicht unvorbereitet. Wegen der Kälte waren alle Soldaten in den Stellungen wach.
Grant hatte für die Dauer seiner Abwesenheit keinen Stellvertreter eingeteilt. Als Brigadegeneral McClernands Division durch die Wucht des Angriffs zurückgedrängt wurde, kamen deshalb die beiden anderen Divisionskommandeure dessen Wunsch nicht nach, ihn zu verstärken. Da die Division McClernands ihre Munition verschossen hatte, konnten die Konföderierten die Straße nach Nashville öffnen und offen halten.
Nach dem erfolgreichen Angriff ritt Brigadegeneral Pillow die erreichten Linien ab und war erschüttert über den Grad der Erschöpfung seiner Soldaten sowie über das organisatorische Durcheinander der Truppenteile, die zudem große Verluste erlitten hatten. Dies überzeugte ihn, dass die Soldaten die Strapazen eines querfeldein durchzuführenden Ausbruchs nicht durchhalten könnten und auch nicht in der Lage sein würden, die zu erwartenden Flankenangriffe Grants abzuwehren. Floyd ließ sich angesichts dieser Argumente von dem Ausbruch abbringen und befahl gegen den heftigen Widerstand Buckners die bis hier erfolgreichen Truppen in die vermeintliche Sicherheit der Stellungen im Fort zurück.

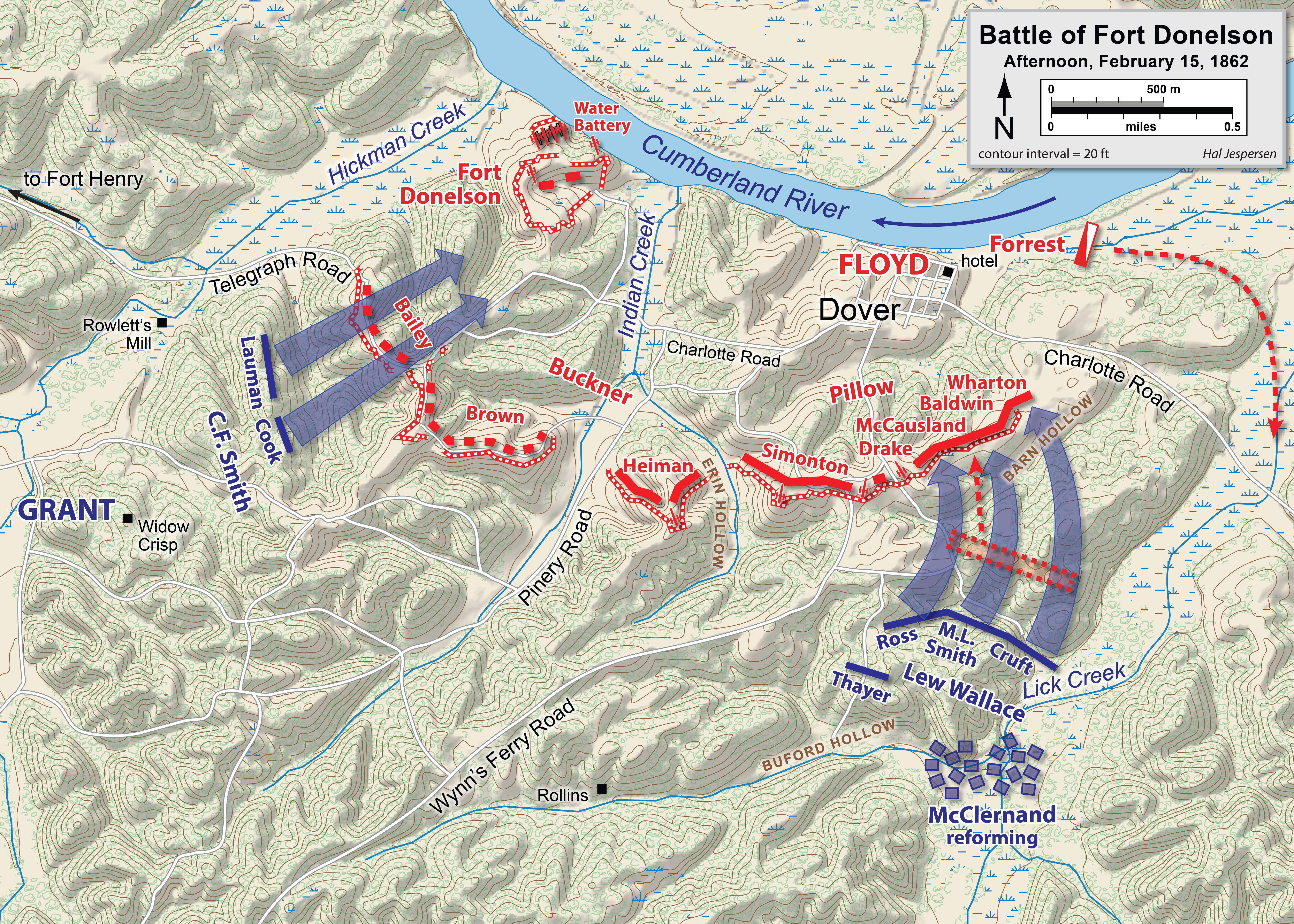
Gegenangriff der Union am Nachmittag des 15. Februar

Zu diesem Zeitpunkt erreichte Grant das Schlachtfeld und befahl einen sofortigen Gegenangriff. „Derjenige, der in einer solchen Situation zuerst angreift, wird siegreich bleiben.“ Gleichzeitig befahl er der Flottille, erneut aus Norden anzugreifen. Am Abend waren die ehemaligen Stellungen wieder erreicht. Auf dem Schlachtfeld blieben ungefähr 1.000 Gefallene und 3.000 Verwundete beider Seiten zurück, von denen viele in der kalten Nacht ihren Verwundungen erlagen.
Die drei konföderierten Kommandeure waren sich über das weitere Vorgehen nicht einig. Ein nächtlicher Ausbruchsversuch wurde abgebrochen. Während Pillow für einen neuerlichen Ausbruchsversuch stimmte, waren Floyd und Buckner für eine Kapitulation. Floyd übertrug das Kommando an Brigadegeneral Pillow, dieser gab es sofort an Buckner weiter. Floyd setzte mit vier virginischen Regimentern seiner Brigade auf das Ostufer des Cumberland über. Das fünfte Regiment aus Mississippi ließ er zurück. Pillow setzte mit einem Nachen in Begleitung eines Offiziers seines Stabes über. Buckner erlaubte Oberstleutnant Nathan Bedford Forrest, mit seinem Kavalleriebataillon zu fliehen, wobei fast jeder Reiter noch einen Infanteristen auf seinem Pferd transportierte. Forrest gelang mit ungefähr 700 Soldaten die Flucht über einen eisigen Bach, der zu tief für Infanteristen war, dabei traf er auf keine Soldaten der Union.

## Die Kapitulation
Buckner übermittelte Grant nach dem Verschwinden der beiden ehemaligen Vorgesetzten und dem erfolgreichen Durchschlagen der Kavallerie noch in der Nacht ein Angebot zu Kapitulationsverhandlungen. Grant ließ Buckner diese Antwort zukommen:

SIR: Yours of this date, proposing armistice and appointment of commissioners to settle terms of capitulation, is just received. No terms except unconditional and immediate surrender can be accepted. I propose to move immediately upon your works.

„Sir, ich habe Ihren Vorschlag zu einem Waffenstillstand und zu Verhandlungen über die Kapitulationsbedingungen durch Ihre Bevollmächtigten erhalten. Keine anderen Bedingungen als die der bedingungslosen und sofortigen Kapitulation sind für mich akzeptabel. Ich beabsichtige unverzüglich gegen Ihre Stellungen vorzugehen.“

Buckner war über diese harschen und wenig ritterlichen Worte aufgebracht. Schließlich hatte er dem nach seinem Ausscheiden aus dem Dienst glück- und erfolglosen Grant 1854 Geld geliehen. Die aussichtslose Lage zwang ihn jedoch, sich der bedingungslosen Kapitulation zu unterwerfen. Mit ihm gingen zwischen 12.000 und 13.000 Mann in Gefangenschaft.

## Gründe und Auswirkungen
Die Niederlage bei Dover war die größte der Konföderation seit dem Kriegsbeginn. Eine Reihe von Ungereimtheiten führten dazu: General Johnston verstärkte das Fort, obwohl er nicht beabsichtigte, es zu halten. Floyd, der seine Inkompetenz in den Bergen des westlichen Virginias bewiesen hatte, erhielt das Kommando. Zudem befürchtete Floyd, von der Union gesucht zu werden. Er war während der Sezessionskrise Kriegsminister unter Präsident Buchanan gewesen und man hatte ihm vorgeworfen, Waffen absichtlich in den Süden gesandt und das Heer im Westen verstreut zu haben. Ein Kongressausschuss hatte Floyd von den Vorwürfen freigesprochen, jedoch glaubte er, im Falle einer Gefangenschaft des Verrats angeklagt zu werden.
Die strategischen Auswirkungen waren noch weitgehender und die wichtigsten des bisherigen Krieges. Nahezu ein Drittel der Kräfte Johnstons östlich des Mississippi war in Gefangenschaft geraten. Der Rest war zur Hälfte in Columbus und zur Hälfte in Nashville – 280 Kilometer voneinander entfernt. Dazwischen standen die siegreichen Truppen Grants, die die Eisenbahn und die Flüsse beherrschten.
Die Ohio-Armee unter Buell und die neu aufgestellte Mississippi-Armee unter Generalmajor John Pope gingen auf Nashville und auf Columbus vor. Am 23. Februar musste Johnston aus Nashville ausweichen und die erste konföderierte Hauptstadt fiel und blieb bis zum Ende des Bürgerkrieges in den Händen der Union.
Die New York Tribune, ein Gradmesser der Stimmung der Bevölkerung in der Union, schrieb zuversichtlich, dass die Sache der Union von nun an in jeden Winkel des Landes getragen würde. Die Rebellen seien von Panik erfüllt und verzweifelt.
Präsident Lincoln beförderte Grant wegen seiner Leistungen zum Generalmajor. Simon Bolivar Buckner blieb bis August 1862 in Kriegsgefangenschaft und kam erst nach einem Gefangenenaustausch wieder in den Süden. Die Zeitungen griffen die Forderung nach einer bedingungslosen Kapitulation auf und begründeten Ulysses S. Grants Spitznamen „Unconditional Surrender“ Grant.